# Barna légykapó
A barna légykapó (Muscicapa dauurica) a madarak (Aves) osztályának a verébalakúak (Passeriformes) rendjébe, ezen belül a légykapófélék (Muscicapidae) családjába tartozó faj.

## Rendszerezése
A fajt Peter Simon Pallas német zoológus írta le 1811-ben, Muscicapa Grisola var. Dauurica néven. Egyes szervezetek Muscicapa latirostris Raffles, 1822 néven tartják nyilván.

## Előfordulása
Bhután, Brunei, Dél-Korea, Észak-Korea, a Fülöp-szigetek, India, Indonézia, Japán, Kambodzsa, Kína, Hongkong, Laosz, Malajzia, Mongólia, Mianmar, Nepál, Oroszország, Szingapúr, Tajvan, Tádzsikisztán, Thaiföld, az Amerikai Egyesült Államok és Vietnám területén honos.
Természetes élőhelyei a trópusi és szubtrópusi síkvidéki és hegyvidéki esőerdők, mocsári erdők és mangroveerdők, valamint ültetvények, vidéki kertek és városi régiók. Vonuló faj.

## Megjelenése
Testhossza 12–14 centiméter, testtömege 8–16 gramm.
|  |

## Életmódja
Valószínűleg gerinctelenekkel táplálkozik.

## Természetvédelmi helyzete
Az elterjedési területe rendkívül nagy, egyedszáma pedig stabil. A Természetvédelmi Világszövetség Vörös listáján nem fenyegetett fajként szerepel.